# Brocciu
Il brocciu corso, o brocciu, è un latticino tipico della Corsica.
È prodotto sia col latte di pecora che col latte di capra, con un peso variabile dai 250 g ai 3 kg.
Dal giugno 1996, a livello europeo, la denominazione Brocciu Corse ou brocciu è stata riconosciuta denominazione di origine protetta (DOP) e suo disciplinare di produzione modificato nel 2003.

## Produzione
È fabbricato a partire dal siero con una aggiunta del latte intero in proporzione variabile dal 25 al 35 %. È venduto sia fresco, che in cestini di vimini, ma dopo un periodo che va da 21 giorni a diversi mesi di stagionatura, col nome di Brocciu passu.
La produzione è stata di 485 tonnellate nella stagione 2001-2002 (- 25 % dal 1996)

## Degustazione
Il periodo di degustazione migliore va da novembre a giugno. È consumato prevalentemente alla  fine dei pasti e rientra in vari piatti della Corsica (pulenta, omelette, cannelloni, verdure farcite...) e nel celebre dolce tradizionale del Fiadone.

## Gastronomia
Parecchie specialità della cucina dell'isola utilizzano il Brocciu. Tra le più importanti:
- la frittata incù u brocciu
- l'imbrocciata
- gli sturzapreti
- la pulenta incù u brocciu
- i cannelloni riempiti di brocciu
- la cocciula